# Клан Мюррей

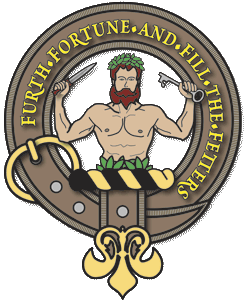
Эмблема (гребень, крест) клана Мюррей.

Герб вождей клана Мюррей.

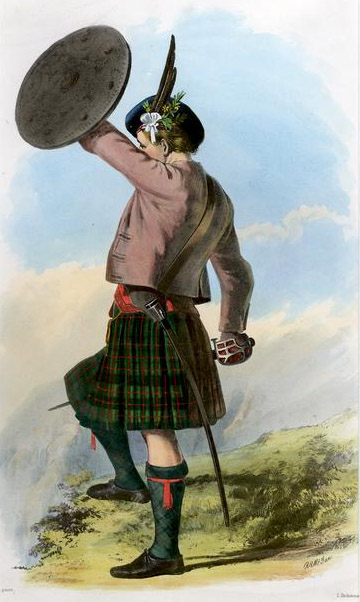
Человек клана Мюррей в традиционной одежде, 1845 год.

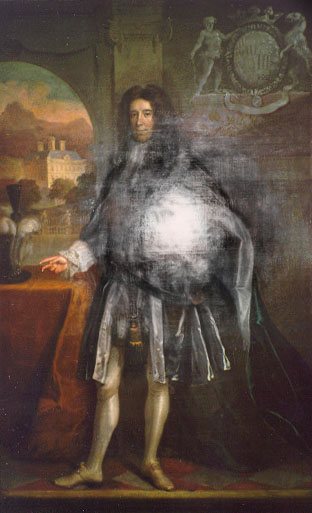
Джон Мюррей, 1-й герцог Атолл (1660—1724)

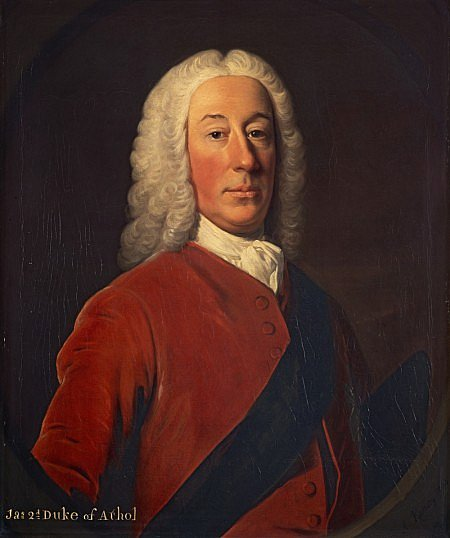
Джеймс Мюррей, 2-й герцог Атолл (1690—1764), портрет Аллана Рэмзи

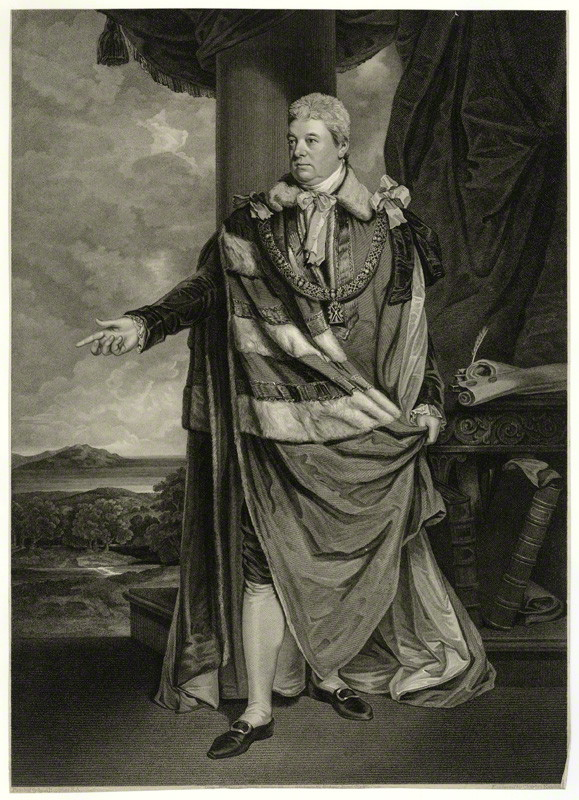
Джон Мюррей, 4-й герцог Атолл (1755—1830)

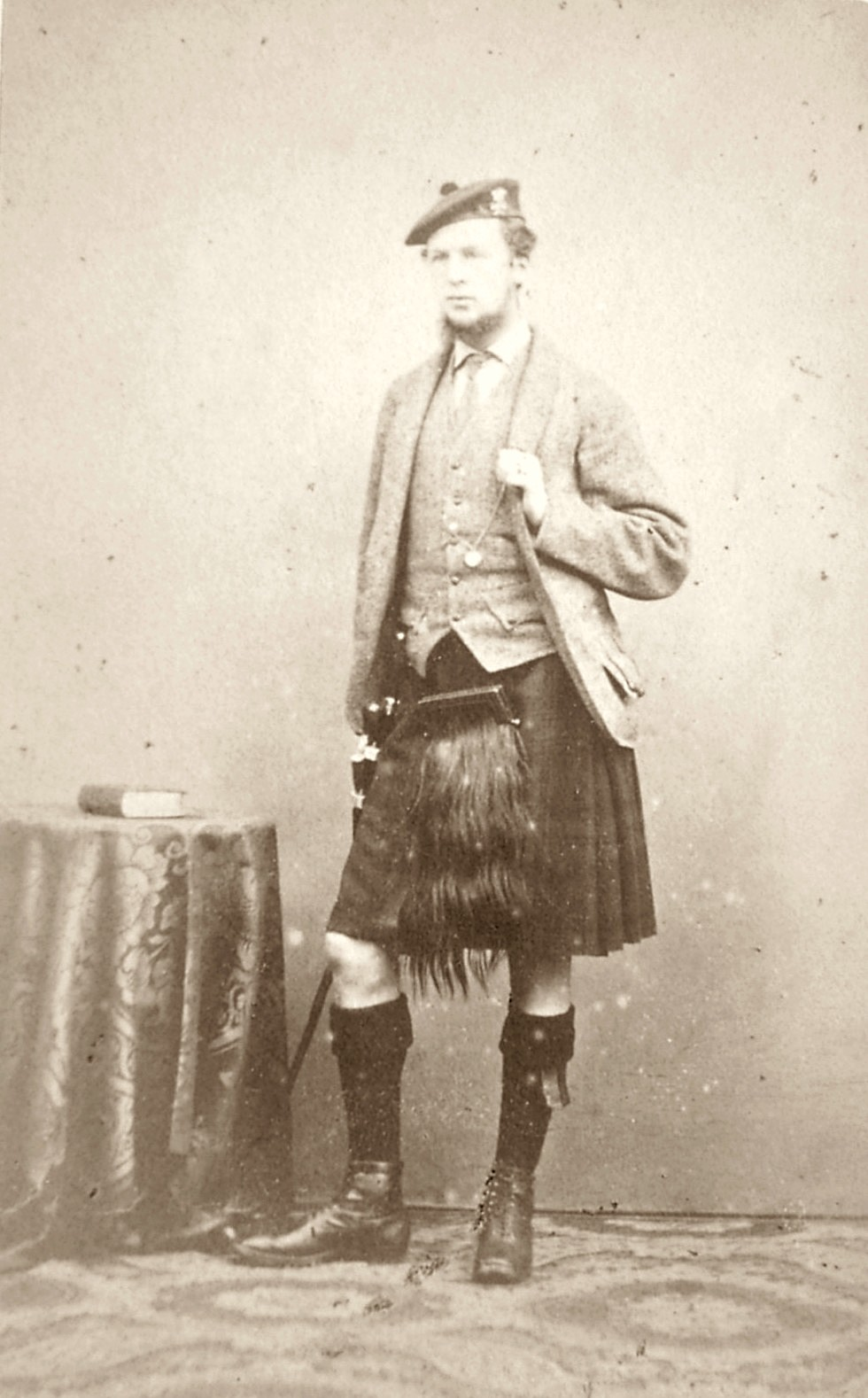
Джон Стюарт-Мюррей, 7-й герцог Атолл (1840—1917)

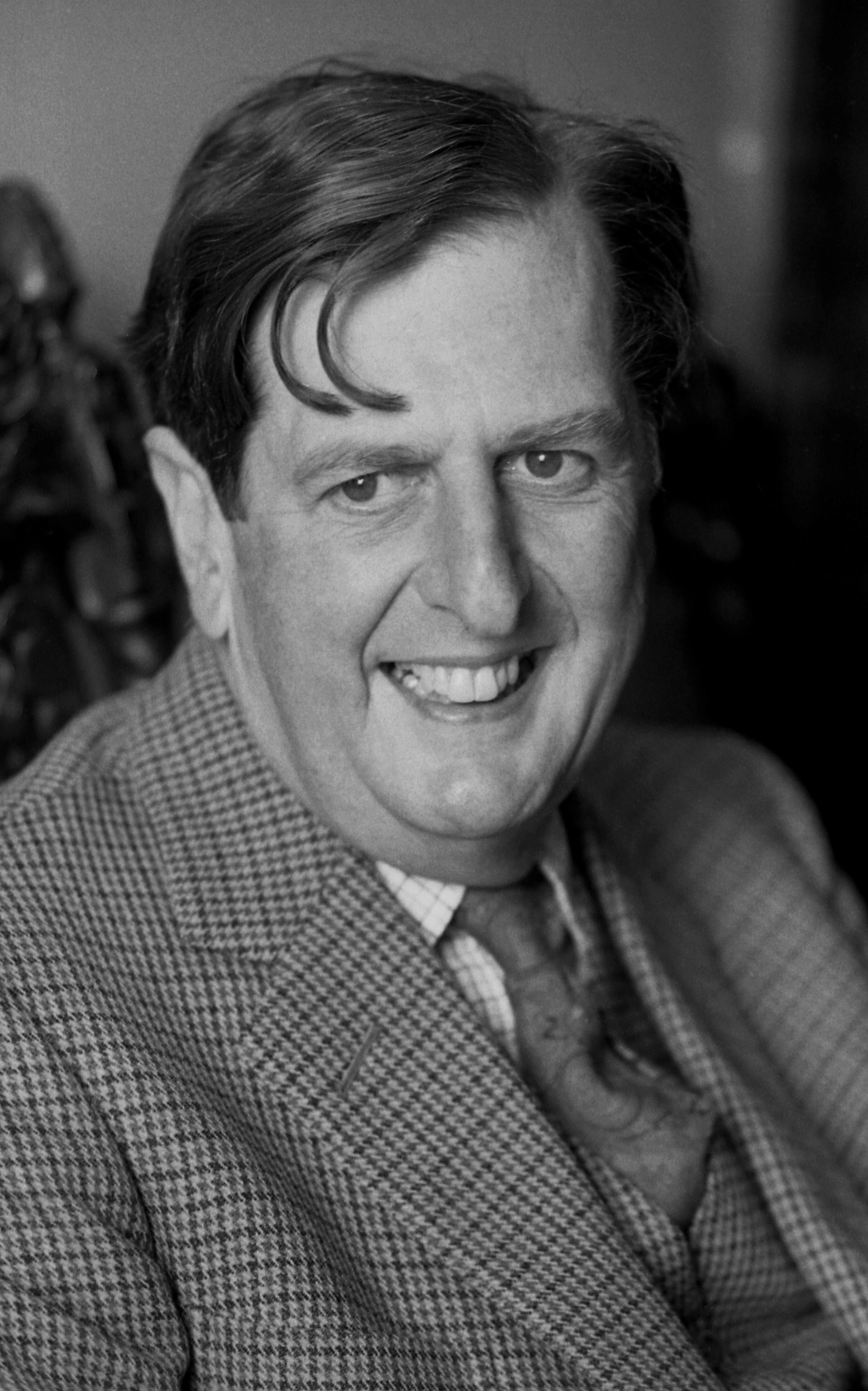
Иэн Мюррей, 10-й герцог Атолл (1931—1996)

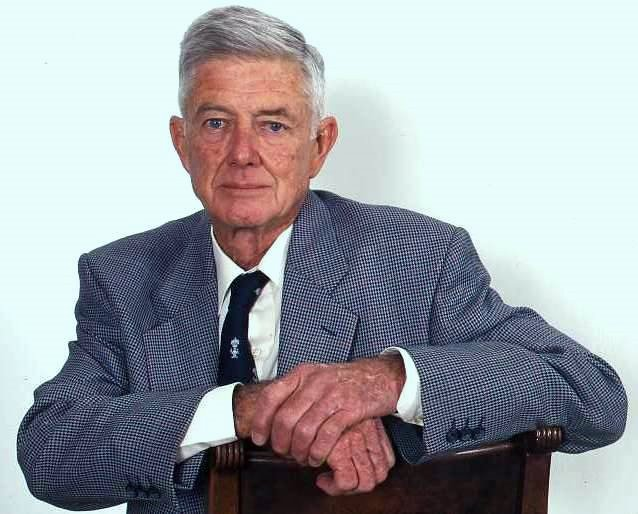
Джон Мюррей, 11-й герцог Атолл

Клан Мюррей (шотл. — Clan Murray, гэльск. — Clann Mhuirich) — один из кланов горной Шотландии (Хайленд).
- Символы клана: ветка можжевельника, ветка растения Иглица (Rúscus aculeatus)
- Музыка клана: «Горцы Атолла».
- Лозунг клана: Furth fortune and fill the fetters — Найти свою судьбу и сбросить оковы.

## История клана Мюррей

### Происхождение клана Мюррей
Клан Мюррей возник как ответвление от клана Фрескин, который существовал в XII веке. Шотландские исторические предания утверждают, что клан Фрескин происходит от пиктов — древних аборигенов Шотландии. Но историки считают, что основателем клана был дворянин Фрескин, уроженец Фландрии. Король Шотландии Давид I, воспитанный в атмосфере английских обычаев, придя к власти, стал нанимать таких людей как Фрескин для удержания беспокойного королевства в повиновении и покое. Фламандский рыцарь Фрескин поступил на службу к королю Шотландии и получил от него земли на западе Лотиана. С давних времён на севере Шотландии было королевство пиктов Мория или Мойрев (гельск. — Moireabh). Название королевства дошло до нас на гэльском языке — неизвестно как называли его сами пикты. Земли бывшего королевства Мория была также подарена Фрескину с целью положить конец пиктским традициям и пиктским династиям местных вождей. Фрескин и его сыновья заключили браки с дочерьми местных вождей из династии Мории, чтобы укрепить свою власть (у пиктов власть наследовалась по женской линии). Потомки Фрескина стали называть себя кланом Мории — Мойрев, что трансформировалось в название клана Мюррей. Вожди клана Сазерленд происходят от старшего внука Фрескина — Хью де Морея. Вожди клана Мюррей происходят от младшего внука Фрескина — Уильяма де Морея.
Сэр Уолтер Мюррей стал лордом Ботвелл Клайдсдейл (шотл. — Lord Bothwell Clydesdale) благодаря браку с дочерью вождя клана Олифант. Он был регентом Шотландии в 1255 году. Он начал строительство замка Ботвелл, что стал сильнейшей крепостью в Шотландии в то время. Замок был резиденцией вождей клана Мюррей до 1360 года. Потом этим замком завладел клан Дуглас.

### XIV век — Война за независимость Шотландии
С начала войн за независимость Шотландии клан Мюррей поддерживал повстанцев, которые боролись за независимость Шотландии от короля Англии Эдуарда I Плантагенета. Клан присоединился к восстанию Уильяма Уоллеса. Сэр Эндрю Мюррей из Петти, соратник Уильяма Уоллеса, погиб после битвы на Стерлингском мосту в 1297 году. Его сыном был Эндрю Мюррей (1298—1338), 4-й лорд Ботвелл, который дважды занимал пост регента (хранителя) Шотландии в 1332—1333, 1335—1338 годах. Эндрю Мюррей был женат на Кристине Брюс, сестре короля Шотландии Роберта I Брюса. В 1333 году Эндрю Мюррей участвовал в битве при Халидон-Хилле.
В 1360 году после смерти от чумы 5-го лорда Ботвелла титул лорда Ботвелла перешёл к клану Дуглас. Вначале титул перешёл к его жене Джоан, дочери Мориса Моравия, графа Стратерна. Затем титул лорда Ботвелла перешел к Арчибальду Дугласу, лорду Галлоуэя, затем 3-му графу Дугласу, её второму мужу.

### XV—XVI века — войны кланов
В XV веке начались бесконечные конфликты и войны клана Мюррей с соседними кланами. Одной из наиболее известной клановой войной была битва под Кнокмери в 1490 году — клана Мюррей против клана Драммонд.
В самом клане Мюррей возникло много ветвей и септ, которые начали соперничать за главенство в клане. Так в XVI веке септа Мюррей из Таллибардина стала считать, что именно они являются вождями всего клана Мюррей и использовать герб вождей клана Мюррей. В этих претензиях они опирались на то, что они происходят от сэра Малькольма, шерифа Перта в 1270 году, младшего брата первого лорда Ботвелла. Септ Мюррей из Таллибардина укрепила свои позиции в 1586 году и 1598 году, когда Джон Мюррей, 1-й граф Таллибардин (1550—1609), был признан главным среди многочисленных лэрдов Мюррей.
В 1562 году клан Мюррей поддержал королеву Шотландии Марию Стюарт, которая воевала против Джорджа Гордона, IV графа Хантли.
В 1594 году клан Мюррей воевал на стороне Арчибальда Кэмпбелла, 7-го графа Аргайл, вождя клана Кэмпбелл, принимавший участие в битве под Гленливетом против Джорджа Гордона, 1-го маркиза Хантли, вождя клана Гордон.

### XVII век — Гражданская война
В начале XVII века вспыхнула смертельная вражда между кланами Мюррей из Бротона и Хэнни. В результате этой войны клан Хэнни был объявлен в Шотландии вне закона.
Сэр Джон Мюррей, 1-й граф Таллибардин (1550—1609), получил этот титул в 1606 году. Он женился Дороти Стюарт, наследнице графов Атолл. Графство Атолл стало графством Мюррей в 1629 году, а в 1676 году получило статус маркизата.
Вождь клана Мюррей — Джеймс Мюррей, 2-й граф Таллибардин (1617—1670), во время Гражданской войны сначала был активным сторонником короля Карла I Стюарта, стал одним из лидеров роялистов, поддержал Джеймса Грэма маркиза Монтроза, защищал замок Блэр в 1644 году, поднял немало людей из своего клана бороться за короля. Участвовал в битве при Типпермуре в 1644 году.

### XVIII век — Восстания якобитов
В 1703 году вожди клана Мюррей, кроме титула графа и маркиза Атолл, получили титул герцога Атолл и звание пэра Шотландии.
Джон Мюррей, маркиз Таллибардин (1684—1709), был убит на войне с Францией в битве при Мальплаке в 1709 году. Шла Война за испанское наследство между Францией и коалицией Англии, Голландии и Австрии. В 1745 году лорд Джон Мюррей Хайлендский (1711—1787) принимал участие в сражении против французов под Фонтенуа.
В 1715 году в Шотландии вспыхнуло восстание якобитов. Клан Мюррей поддержал якобитов. В битве при Шериффмуире принимал участие Уильям Мюррей, маркиз Таллибардин (1689—1746).
В битве при Глен Шил (гельск. — Glen Shiel) в 1719 году люди клана Мюррей во главе с Уильямом Мюрреем сражались с правительственными войсками. Уильям Мюррей был ранен и позднее бежал во Францию. 25 июля 1745 года он высадился в Шотландии с «Молодым Претендентом» (Чарльзом Эдвардом Стюартом) в Бородейле, чтобы поднять Шотландию на новое восстание.
Лорд Джордж Мюррей (1694—1760), младший сын 1-го герцога Атолла, был одним из лидеров якобитов и организатором Второго восстания якобитов в 1745 году. Старший сын лорда Джорджа, Джон Мюррей (1729—1774), будущий 3-й герцог Атолл (1764—1774), наоборот поддержал британское правительство и англо-ганноверскую династию. Во время битвы при Престонпансе в 1745 году 46-й и 42-й британские полки Мюррея столкнулись с шотландским полком якобитов, которым командовал лорд Джордж Мюррей. Джордж Мюррей продолжал борьбу за дело якобитов. Он участвовал в битвах под Фолкерке и при Каллодене в 1746 году. Он умер в изгнании в Нидерландах в 1760 году.
После битвы под Каллодене 27 апреля 1746 года якобиты были разбиты. Уильям Мюррей, маркиз Таллибардин (1689—1746), сдался Арчибальду Бьюкенену из Драммакилла. Уильям Муррей был брошен в Тауэр, где он и умер 9 июля 1746 года. Лорд Джордж Мюррей бежал на континент, встретился в Риме со «Старым Претендентом» Джеймсом Фрэнсисом Эдвардом Стюартом, который предоставил ему пенсию. Лорд Мюррей жил во многих местах Европы и умер в городе Медемблик в Голландии 11 октября 1760 года в возрасте 66 лет. Джон Мюррей из Бротона (1718—1777), который был секретарём принца Карла Эдуарда Стюарта, поссорился с якобитами.

### Замки клана Мюррей

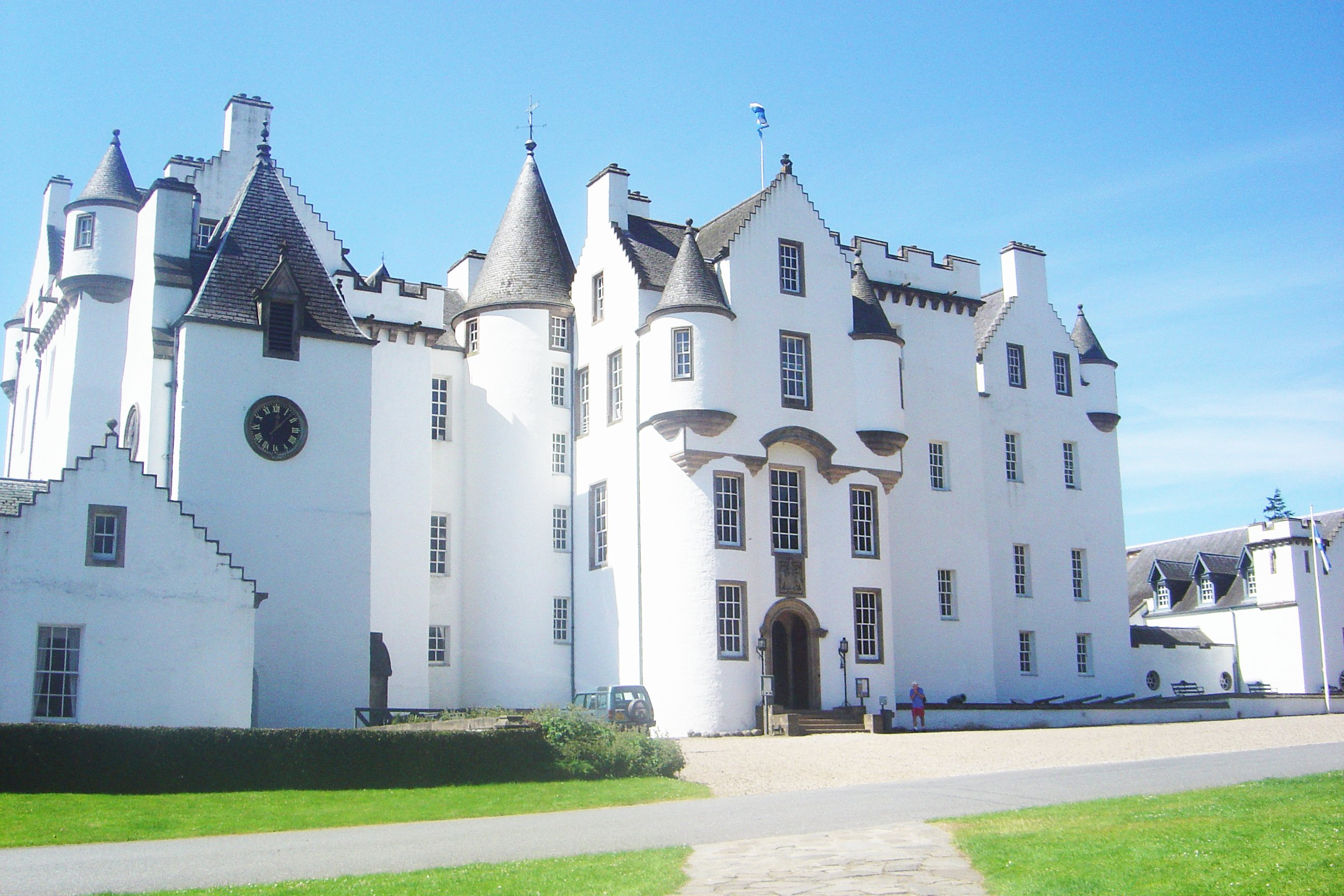
Замок Блэр, резиденция герцогов Атолл, 1629 год

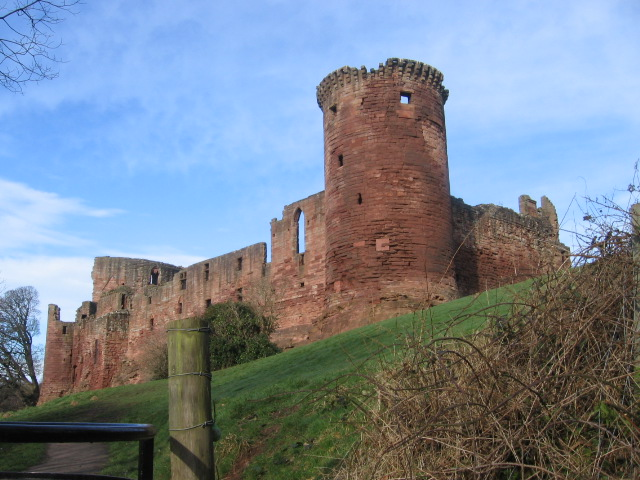
Руины замка Ботвелл, прежней резиденции вождей клана Мюррей.

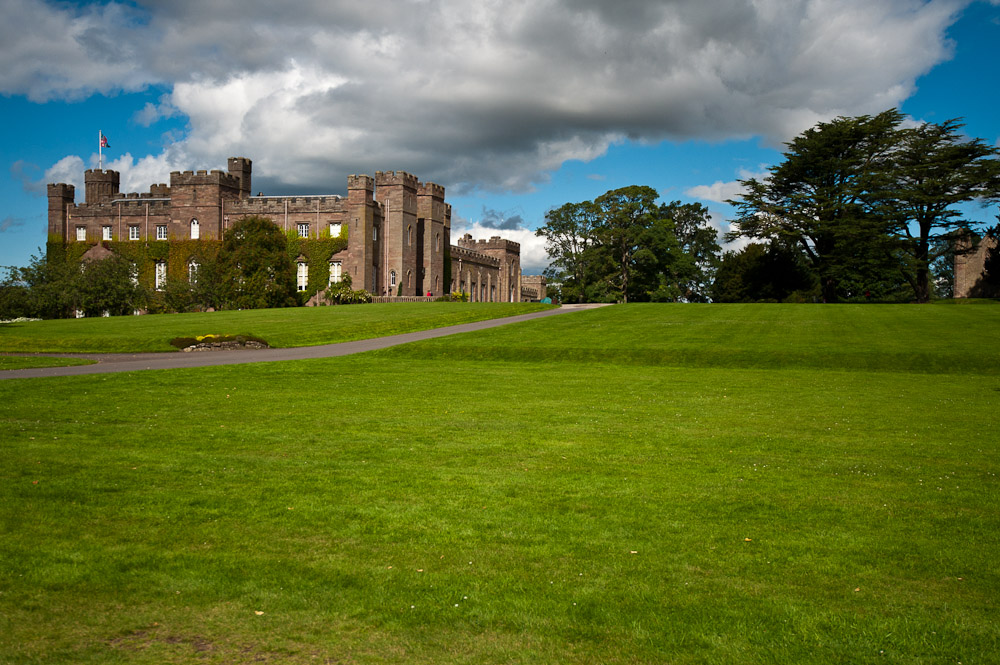
Дворец Сконе, резиденция Мюрреев, виконтов Стормонт, в Сконе

- Замок Блэр — нынешняя резиденция вождей клана Мюррей и герцогов Атолл. Замок достаточно сильно перестроен, но основа нынешнего замка — старинный замок XIII века. Когда-то этот замок принадлежал клану Комин, потом клану Стюарт, но в 1629 году в результате брака замок перешёл клану Мюррей. Во время шотландской гражданской войны Джеймс Грэм, 1-й маркиз Монтроз, использовал этот замок для сбора силы для битвы при Типпермуре. В 1653 году замок был осаждён, взят штурмом и частично разрушен пушками Оливера Кромвеля. Но замок был вновь захвачен графом Атолл в следующем году. Джон Грэм, 1-й виконт Данди (1648—1679) командовал гарнизоном замка, а его тело привезли туда после того, как был убит в битве при Килликранке в 1689 году. Во время восстания якобитов в 1745 году Карл Эдуард Стюарт остался в замке. Но в следующем году замок был захвачен британской армией, затем якобиты попытались отбить замок. В 1787 году замок посетил Роберт Бернс. В замке сейчас находится музей горцев Атолла, которые имеют там свой ежегодный сбор. Несмотря на то, что замок Блэр до сих пор является резиденцией герцога Атолл, вождь клана Мюррей сейчас живёт в Южной Африке, а замок Блэр открыт для общественности как музей.
- Замок Ботвелл — в нескольких милях на северо-запад от Гамильтона, Южный Ланаркшир. Был собственностью клана Мюррей с середины XII века и перешёл к ним от клана Олифант. Во время войн за независимость Шотландии замок несколько раз переходил от англичан к шотландцам. Замок был резиденцией английского военачальника Эмера де Валенса, 2-го графа Пембрука, гарнизон замка сдался шотландцам в 1314 году. Замок сильно пострадал от войны и не был полностью восстановлен. Замок был перестроен Эдвардом Баллиолем, но в 1337 году он перешёл в собственность Эндрю Мюррея. В этом замке лорд Эндрю Мюррей умер от чумы в 1360 году. Замок стал собственностью клана Дуглас, затем графов Ангус, затем графов Ботвелл, потом снова клана Дуглас и графов Форфар.
- Замок Ормонд — известный как замок Авох, в трёх милях на северо-запад от Фортроза на Чёрном Острове, раньше был в собственности клана Мюррей. Когда-то это был мощный замок, но сейчас мало что от него осталось. Сэр Эндрю Мюррей умер в замке Ормонд в 1338 году, и эти земли перешли клана Дуглас.
- Замок Таллибардин — примерно в двух милях на север от Очтерардера в Пертшире. Рядом часовня, основанная сэром Дэвидом Марреем из Таллибрадина в 1446 году, она использовалась как места захоронения людей клана Мюррей, начиная со времён протестантской Реформации. Часовня теперь под опекой общества «Историческая Шотландия» и открыта для общественности. Замок был собственностью клана Мюррей с 1284 года. Эндрю Мюррей из Таллибрадина использовал замок во время битвы при Дапплин-Муре, затем он был казнён за измену в 1332 году.
- Замок Хантингтауэр — на северо-запад от Перта, хорошо сохранился, состоит из двух башен: одна XV века и одна XVI века. Замок принадлежал клану Рутвен и был известен как замок Рутвен, но был конфискован, имя Рутвен было запрещено после заговора Джона Рутвена, 3-го графа Гоури в 1660 году. Потом замок стал собственностью Уильяма Мюррея, графа Дизарта, затем Мюррея из Таллибрадина, потом маркизов Мюррей, затем герцога Атолл. Замок был местом рождения якобита лорда Джорджа Мюррея. Замок был продан в 1805 году клана Мерсер, но сейчас замок под опекой общества «Историческая Шотландия» и открыт для общественности.
- Замок Балверд — в четырёх милях к югу от Бридж оф Эрн в Пертшире, хорошо сохранился, L-подобного плана, имеет башню и дом. Сначала принадлежал клану Баркли, но затем перешёл к клану Мюррей из Таллибардина в 1500 году.
- Скунский дворец — в двух милях на север от Перта, датируется 1802 годом, но включает старую часть замка, построенная в 1580 году. Когда-то давно в Сконе была столица королевства пиктов — Альбы, столица королевства Мория, столица королевства Шотландия, были резиденции королей пиктов и шотландцев. После Реформации замок Сконе перешёл клану Рутвен, но после заговора графа Гоури замок перешёл в собственность клана Мюррей. Замок был получен в награду сэр Дэвид Мюррей, 1-й виконт Стормонт (ум. 1631), который спас жизнь короля во время заговора. Обладатели замка стали виконтами Стормонт в 1602 году и графами Мэнсфилд в 1776 году. В 1716 году Джеймс Фрэнсис Эдуард Стюарт прибыл в замок Сконе во время восстания якобитов. Дэвид Мюррей, 5-й виконт Стормонт, бежал во Францию после поражения восстания.
- Замок Комлонгон — в восьми милях на юго-восток от Дамфриса, стал собственностью клана Мюррей из Кокпула в 1331 году. Сохранилась башня и укреплённый особняк.

## Вождь клана Мюррей
Нынешним вождем клана Мюррей является Брюс Джордж Рональд Мюррей (род. 1960), 12-й герцог Атолл, маркиз Таллибардин, граф Атолл, граф Таллибардин, граф Страттей и Статхардл, виконт Балкухиддер, виконт Балкухиддер, Глеалмонд и Гленлайон, лорд Мюррей из Таллибардина, лорд Мюррей, Гаск и Балкухиддер, лорд Мюррей, Балвени и Гаск, барон Гленлайон из Гленлайона (с 2012 года).